# Exotic Moods
Exotic Moods je EP slovenske elektronske zasedbe Your Gay Thoughts. Izšel je 11. maja 2016 pri nemški založbi Prrrrrrr Records.

## Seznam pesmi
| Št.             | Naslov          | Dolžina |
| --------------- | --------------- | ------- |
| 1.              | „La Femme‟      | 3:23    |
| 2.              | „Wotuka‟        | 3:02    |
| 3.              | „It's Possible‟ | 2:34    |
| Skupna dolžina: | Skupna dolžina: | 8:59    |

## Zasedba
Your Gay Thoughts
- Gregor Kocijančič — vokal, klaviature, sintesajzer, bas kitara
- Aljaž "Fejzo" Košir — bobni, beati
- Luka Uršič — vokal, klaviature
- Mina Fina — videoprojekcije (v živo), oblikovanje
- Michael Thomas Taren — besedila

Ostali
- Cue — mastering